# Bruno Mascarenhas
Bruno Miguel Mascarenhas Antunes (Lisboa, 16 de julio de 1981) es un deportista italiano que compitió en remo.
Participó en dos Juegos Olímpicos de Verano, obteniendo una medalla de bronce en Atenas 2004, en la prueba de cuatro sin timonel ligero, y el séptimo lugar en Pekín 2008, en la misma prueba.
Ganó seis medallas en el Campeonato Mundial de Remo entre los años 2002 y 2010, y dos medallas de oro en el Campeonato Europeo de Remo, en los años 2007 y 2010.

## Palmarés internacional
| Juegos Olímpicos   | Juegos Olímpicos            | Juegos Olímpicos  | Juegos Olímpicos          |
| Año                | Lugar                       | Medalla           | Prueba                    |
| ------------------ | --------------------------- | ----------------- | ------------------------- |
| 2004               | Atenas (Grecia)             | Medalla de bronce | Cuatro sin timonel ligero |
| Campeonato Mundial |                             |                   |                           |
| Año                | Lugar                       | Medalla           | Prueba                    |
| 2002               | Sevilla (España)            | Medalla de plata  | Cuatro sin timonel ligero |
| 2003               | Milán (Italia)              | Medalla de bronce | Cuatro sin timonel ligero |
| 2005               | Kaizu (Japón)               | Medalla de bronce | Cuatro sin timonel ligero |
| 2007               | Múnich (Alemania)           | Medalla de bronce | Cuatro sin timonel ligero |
| 2009               | Poznań (Polonia)            | Medalla de oro    | Ocho con timonel ligero   |
| 2010               | Cambridge (Nueva Zelanda)   | Medalla de bronce | Ocho con timonel ligero   |
| Campeonato Europeo |                             |                   |                           |
| Año                | Lugar                       | Medalla           | Prueba                    |
| 2007               | Poznań (Polonia)            | Medalla de oro    | Cuatro sin timonel ligero |
| 2010               | Montemor-o-Velho (Portugal) | Medalla de oro    | Ocho con timonel ligero   |